# 知念雄
知念 雄（ちねん ゆう、1990年11月18日 - ）は、ラグビーユニオン選手。ジャパンラグビーリーグワンの横浜キヤノンイーグルスに所属している。

## 略歴
高校からハンマー投を始めた。那覇西高校時代には高校総体と国体で優勝した。
2009年、順天堂大学に入学する。大学時代、日本インカレでハンマー投の優勝をした。
22歳の時ラグビー部に誘われ、ハンマー投のオフシーズンのトレーニングとして始めた。
2013年、順天堂大学卒業後、順天堂大学大学院に入る。
2015年、順天堂大学大学院修了後、東芝ブレイブルーパス (現・東芝ブレイブルーパス東京)に加入。同年12月5日に行われたジャパンラグビートップリーグ第4節のHonda HEAT戦に途中出場で公式戦初出場を果たす。
2016年4月30日に行われた2016年アジアラグビーチャンピオンシップ第1戦韓国戦で先発出場で日本代表初キャップを獲得した。
2022年、ジャパンラグビーリーグワンのシーズン終了後に東芝ブレイブルーパス東京を退団し、7月三菱重工相模原ダイナボアーズに加入。
2025年5月、三菱重工相模原ダイナボアーズを退団。
2025年6月30日、横浜キヤノンイーグルスへの入団を発表した。

## テレビ出演
- ミライ☆モンスター（2016年10月23日、フジテレビ）